# Distretto di Kozluk
Il distretto di Kozluk (in turco Kozluk ilçesi) è uno dei distretti della provincia di Batman, in Turchia.